# Ophrys joannae
Ophrys joannae là một loài thực vật có hoa trong họ Lan. Loài này được Maire mô tả khoa học đầu tiên năm 1921.